# デニス・ミューレン
デニス・ミューレン（Dennis Muren, 1946年11月1日 - ）はILMに所属する視覚効果スーパーバイザー。常に革命的な技術を生み出してきた人物である。特にスティーヴン・スピルバーグやジョージ・ルーカスの作品でSFX/VFXを担当することで有名である。カリフォルニア州出身。
アカデミー視覚効果賞に14回ノミネートされ、8回受賞している。生存する個人での受賞としては最多の受賞記録である。

## 来歴
カリフォルニア州グレンデイルに生まれる。幼い頃から映画制作やSFXに興味を持ち始めた。Pasadena City大学で経済学を学んでいたとき、8千ドルの制作費で『Equinox』という短編のSF映画を製作。小規模の映画会社Tonylyn Productionsがこれを配給した。Tonylynは映画編集者のジャック・ウッズを雇って、『Equinox』を長編映画として完成させるため、追加シーンを監督させた。長編映画『Equinox』は1970年10月に公開。ミューレンは自ら映画を監督し、SFXをつくったにもかかわらず、プロデューサーとしてクレジットされた。映画は8千ドルの先行投資を十分にまかなうだけの売り上げを上げた。
その後『スター・ウォーズ』のSFX制作の為に設立されたILMに参加、ジョン・ダイクストラの下で第2特撮カメラマンとしてモーション・コントロール・カメラによる宇宙船プロップの撮影を担当した。ダイクストラがルーカスと袂を分かった後は新生ILMの中心人物として、スター・ウォーズ・シリーズを始め多くの作品の視覚効果を担当した。『ターミネーター2』『ジュラシック・パーク』などのCGやデジタル合成技術の開発でも中心的役割を果たした。
2006年にはILMに籍を置き続けながらピクサーと契約をしてCGアニメーションの研究、開発を行なっている。

## 主なフィルモグラフィ
- スター・ウォーズ/帝国の逆襲 The Empire Strikes Back (1980)
- E.T. E.T. the Extra-Terrestrial (1982)
- スター・ウォーズ/ジェダイの復讐 Return of the Jedi (1983)
- インディ・ジョーンズ/魔宮の伝説 Indiana Jones and the Temple of Doom (1984)
- インナースペース Innerspace (1987)
- ウィロー Willow (1988)
- アビス The Abyss (1989)
- ゴーストバスターズ2 Ghostbusters II (1989)
- ターミネーター2 Terminator 2: Judgment Day (1991)
- ジュラシック・パーク Jurassic Park (1993)
- スター・ウォーズ エピソード1/ファントム・メナス Star Wars: Episode I – The Phantom Menace (1999)
- A.I. A.I. Artificial Intelligence (2001)
- スター・ウォーズ エピソード2/クローンの攻撃 Star Wars: Episode II – Attack of the Clones (2002)
- ハルク Hulk (2003)
- 宇宙戦争 War of the Worlds (2005)
- SUPER 8/スーパーエイト Super 8 (2011)
- パラノーマル・アクティビティ4 Paranormal Activity 4 (2012)
- スター・ウォーズ/フォースの覚醒 Star Wars: The Force Awakens (2015)

## 受賞とノミネート
| 賞               | 年   | 部門                          | 作品名                                          | 結果       |
| ---------------- | ---- | ----------------------------- | ----------------------------------------------- | ---------- |
| アカデミー賞     | 1980 | 特別業績賞 (視覚効果に対して) | スター・ウォーズ/帝国の逆襲                     | 受賞       |
| アカデミー賞     | 1981 | 視覚効果賞                    | ドラゴンスレイヤー                              | ノミネート |
| アカデミー賞     | 1982 | 視覚効果賞                    | E.T.                                            | 受賞       |
| アカデミー賞     | 1983 | 特別業績賞 (視覚効果に対して) | スター・ウォーズ/ジェダイの復讐                 | 受賞       |
| アカデミー賞     | 1984 | 視覚効果賞                    | インディ・ジョーンズ/魔宮の伝説                 | 受賞       |
| アカデミー賞     | 1985 | 視覚効果賞                    | ヤング・シャーロック/ピラミッドの謎             | ノミネート |
| アカデミー賞     | 1987 | 視覚効果賞                    | インナースペース                                | 受賞       |
| アカデミー賞     | 1988 | 視覚効果賞                    | ウィロー                                        | ノミネート |
| アカデミー賞     | 1989 | 視覚効果賞                    | アビス                                          | 受賞       |
| アカデミー賞     | 1991 | 視覚効果賞                    | ターミネーター2                                 | 受賞       |
| アカデミー賞     | 1993 | 視覚効果賞                    | ジュラシック・パーク                            | 受賞       |
| アカデミー賞     | 1997 | 視覚効果賞                    | ロスト・ワールド/ジュラシック・パーク           | ノミネート |
| アカデミー賞     | 1999 | 視覚効果賞                    | スター・ウォーズ エピソード1/ファントム・メナス | ノミネート |
| アカデミー賞     | 2001 | 視覚効果賞                    | A.I.                                            | ノミネート |
| アカデミー賞     | 2005 | 視覚効果賞                    | 宇宙戦争                                        | ノミネート |
| 英国アカデミー賞 | 1982 | 特殊視覚効果賞                | E.T.                                            | ノミネート |
| 英国アカデミー賞 | 1983 | 特殊視覚効果賞                | スター・ウォーズ/ジェダイの復讐                 | 受賞       |
| 英国アカデミー賞 | 1984 | 特殊視覚効果賞                | インディ・ジョーンズ/魔宮の伝説                 | 受賞       |
| 英国アカデミー賞 | 1991 | 特殊視覚効果賞                | ターミネーター2                                 | 受賞       |
| 英国アカデミー賞 | 1993 | 特殊効果賞                    | ジュラシック・パーク                            | 受賞       |
| 英国アカデミー賞 | 1999 | 特殊視覚効果賞                | スター・ウォーズ エピソード1/ファントム・メナス | ノミネート |
| 英国アカデミー賞 | 2001 | 特殊視覚効果賞                | A.I.                                            | ノミネート |